# Sverige i paralympiska sommarspelen 2008
Sverige skickade en delegation till tävlingarna i paralympiska sommarspelen 2008 i Peking. Sveriges Television sände för första gången viktigare tävlingar direkt från paralympiska spel.

## Medaljörer

### Guld
- Jonas Jacobsson, sportskytte, 1. luftgevär, 10 m stående 2. frigevär 50 m, 3x40 skott 3. frigevär 50 m liggande
- Anders Olsson, simning, 1. 100 m frisim (klass S6) 2. 400 m frisim (klass S6)

### Silver
- Josefin Abrahamsson, bordtennis, klass 8
- Johan Andersson, rullstolstennis, singel, quadklassen
- Stefan Olsson/Peter Wikström, rullstolstennis, dubbel, quadklassen

### Brons
- Viktoria Wedin, sportskytte, luftgevär, 10 m liggande
- Fredrik Andersson, bordtennis, klass 9/10
- Herrlaget i goalball
- Anders Olsson, simning, 50 m frisim (klass S6)

## Bordtennis
Tävlande: Anna-Carin Ahlquist, Göteborg, Josefin Abrahamson, Malmö, Marléen Bengtsson-Kovacs, Köpenhamn, Ingela Lundbäck, Luleå, Fredrik Andersson, Falköping, Ernst Bolldén, Hudiksvall, Linus Karlsson, Grästorp, Örjan Kylevik, Sköllersta och Simon Itkonen, Örebro.

### Resultat

#### Damer
Josefin Abrahamsson tog silver i klass 8, efter förlust i finalen mot Thu Kamkasomphou, Frankrike, med 3-0 i set (1-11,13-15,5-11).

#### Herrar
Fredrik Andersson vann bronsmatchen mot holländaren Gerben Last med 3-1 i set (11-9,11-7,6-11,11-9)

## Bågskytte
Tävlande: Ann-Christin Nilsson, Sörberge, Zandra Reppe, Östersund, Anders Grönberg, Björklinge och Håkan Törnström, Karlskrona.

### Resultat
Inga svenska deltagare vidare till kvartsfinalerna.

## Friidrott
Tävlande: Madelene Nordlund, Umeå, Nathalie Nilsson, Osby, Gunilla Wallengren, Hålanda, Aron Andersson, Nacka, Per Jonsson, Bollnäs och Henrik Rüffel, Saltsjö-Boo.

## Goalball
Damlaget: Malin Gustavsson, Göteborg, Åsa Alverstedt, do, Maria Juliusson, Stockholm, Anna Nilsson, do, Josefine Jälmestål, do, Sofia Naesström, Hammarby IF Goalballförening.
Herrlaget: Jimmy Björkstrand, Malmö, Stefan Gahne, Stockholm, Niklas Hultkvist, do, Oskar Kuus, Farsta, Fatmir Seremeti, Trelleborg, Mikael Åkerberg, Farsta.

### Resultat

#### Damer
De svenska goalballdamerna slutade på fjärde plats, efter att ha förlorat bronsmatchen mot Danmark med 3-2

#### Herrar
Herrarna vann bronsmatchen mot USA med 5-2.

## Judo
Tävlande: Elvira Kivi, Trollhättan och Nicolina Pernheim, Västra Frölunda.

### Resultat
Elvira Kivi slutade på femte plats i 63-kilosklassen. Nicolina Pernheim femte plats i 70-kilosklassen. I judo finns det två tredje platser.

## Ridsport
Tävlande: Lotten Aronsson, Nygård, Gabriella Löf, Burgsvik och Carolin Rutberg, Sorunda Ridklubb.

## Rullstolsbasket
Svenska landslaget i rullstolsbasket deltar. Tävlande är bl.a. Enoch Ablorh, Dallas, Texas, Joachim Gustavsson, Rimbo, Hussein Haidari, Spånga, Peter Kohlström, Årsta, Joakim Lindén, Björkvik, Patrik Nylander, Järfälla och Tomas Åkerberg, Svärtinge. 

### Sveriges spelschema
| Match nr. | Datum   | Hemma   | Resultat | Borta     |
| --------- | ------- | ------- | -------- | --------- |
| 1         | 7/9-08  | Sverige | 61 - 49  | Japan     |
| 2         | 8/9-08  | Sverige | 66 - 92  | Iran      |
| 3         | 9/9-08  | Sverige | 52 - 62  | Kanada    |
| 4         | 10/9-08 | Sverige | 58 - 64  | Sydafrika |
| 5         | 11/9-08 | Sverige | 78 - 72  | Tyskland  |

Sverige gick inte vidare till slutspel.

## Rullstolstennis
Tävlande: Stefan Olsson, Sundborn, Peter Wikström, Sollentuna, Johan Andersson, Virsbo, Christer Jansson, Solna TK. 

### Resultat
Johan Andersson förlorade finalen i quadklassens singelspel mot Peter Norfolk, Storbritannien, med 2-0 i set (6-2,6-2).
Dubbelparet Stefan Olsson/Peter Wikström tog sig också till final, men förlorade mot fransmännen Stephane Houdet/Michael Jeremiasz med setsiffrorna 6-1, 7-6 (7-5 i tie-break).

## Segling
Tävlande i två-persons kölbåt (SKUD18): Carl Gustav Fresk, Stocksund och Birgitta Jacobsson Nilén, Enskededalen.

## Simning
Tävlande: Anders Olsson, Hagfors, Jennie Ekström, Vara, Christoffer Lindhe, Ulricehamn och Lalita Loureiro, Lund.

### Resultattabell

#### Damer
| 50 m fjärilsim | S7   | Lalita Loureiro | 39.47 NR         | 2 Q        | 38.55 NR        | 4               |                 |                 |
| 50 m frisim    | S4   | Jennie Ekström  | Inga försöksheat | 53.74 NR   | 4               |                 |                 |                 |
| 100 m bröstsim | SB 6 | Lalita Loureiro | 1.59.00 NR       | 5          | Avancerade inte | Avancerade inte | Avancerade inte | Avancerade inte |
| 100m frisim    | S4   | Jennie Ekström  | 2.00.22 NR       | 2 Q        | 2.00.68         | 6               |                 |                 |
| 150 m medley   | SM 4 | Jennie Ekström  | Inga försöksheat | 3.55.59 NR | 5               |                 |                 |                 |
| 200 m medley   | SM 7 | Lalita Loureiro | 3.33.05 NR       | 5          | Avancerade inte | Avancerade inte | Avancerade inte | Avancerade inte |

#### Herrar
| Gren           | Klass | Deltagare          | Heat       | Heat      | Final      | Final     |
| Gren           | Klass | Deltagare          | Tid        | Placering | Tid        | Placering |
| -------------- | ----- | ------------------ | ---------- | --------- | ---------- | --------- |
| 50 m frisim    | S4    | Christoffer Lindhe | 43.09      | 4 Q       | 42.75      | 6         |
| 50 m frisim    | S6    | Anders Olsson      | 31.48      | 2 Q       | 31.07      | 3         |
| 100 m bröstsim | SB 5  | Anders Olsson      | 1.43.92    | 2 Q       | 1.40.47    | 6         |
| 100 m frisim   | S4    | Christoffer Lindhe | 1.30.98 NR | 3 Q       | 1.30.92 NR | 4         |
| 100 m frisim   | S6    | Anders Olsson      | 1.07.68    | 1 Q       | 1.05.95 VR | 1         |
| 200 m frisim   | S4    | Christoffer Lindhe | 3.11.81    | 3 Q       | 3.11.84    | 4         |
| 200 m medley   | S6    | Anders Olsson      | 3.03.35    | 3 Q       | 2.57.30    | 6         |
| 400 m frisim   | S6    | Anders Olsson      | 5.00.41    | 1 Q       | 4.48.31    | 1 VR      |

- NR= Nationsrekord, dvs svenskt rekord.
- VR = Världsrekord

°Kommentar till klassificeringen: Generellt gäller principen ju lägre siffra desto svårare handikapp. 1–10 anger olika grader av rörelsehinder. Bokstäverna anger simsätt. Om det är för få tävlande i en klass kan simmare flyttas upp en klass. Så var till exempel fallet med Jennie Ekström i medley där Hon i normalfallet tävlar i klass SM3 och därför mötte ett betydligt svårare motstånd än vanligt.

## Sportskytte
Viktoria Wedin från Sundsvall och Jonas Jacobsson från Kolmården är var för sig regerande världsmästare, och tävlar även detta år för Sverige.
Ytterligare tävlande är Lotta Helsinger, Sundsvall, Håkan Gustavsson, Skee och Kenneth Pettersson, Falun.

### Resultat

#### Damer
Viktoria Wedin tog bronset i luftgevär 10 m liggande med totalpoängen 704,1, efter särskjutning med resultatet 10,7 mot 10,6.

#### Herrar
Jonas Jacobsson tog guld i grenen luftgevär, 10 m stående, med totalpoängen 700,5 i finalen och slog därmed även världsrekord. Jacobsson vann också grenen frigevär 50 m, 3x40 skott, där han på nytt slog världsrekord, denna gång med 1264,3 poäng. På fredagen bärgade Jacobsson sitt tredje guld med 695.8 poäng.